# Hermann Norbert Watzl

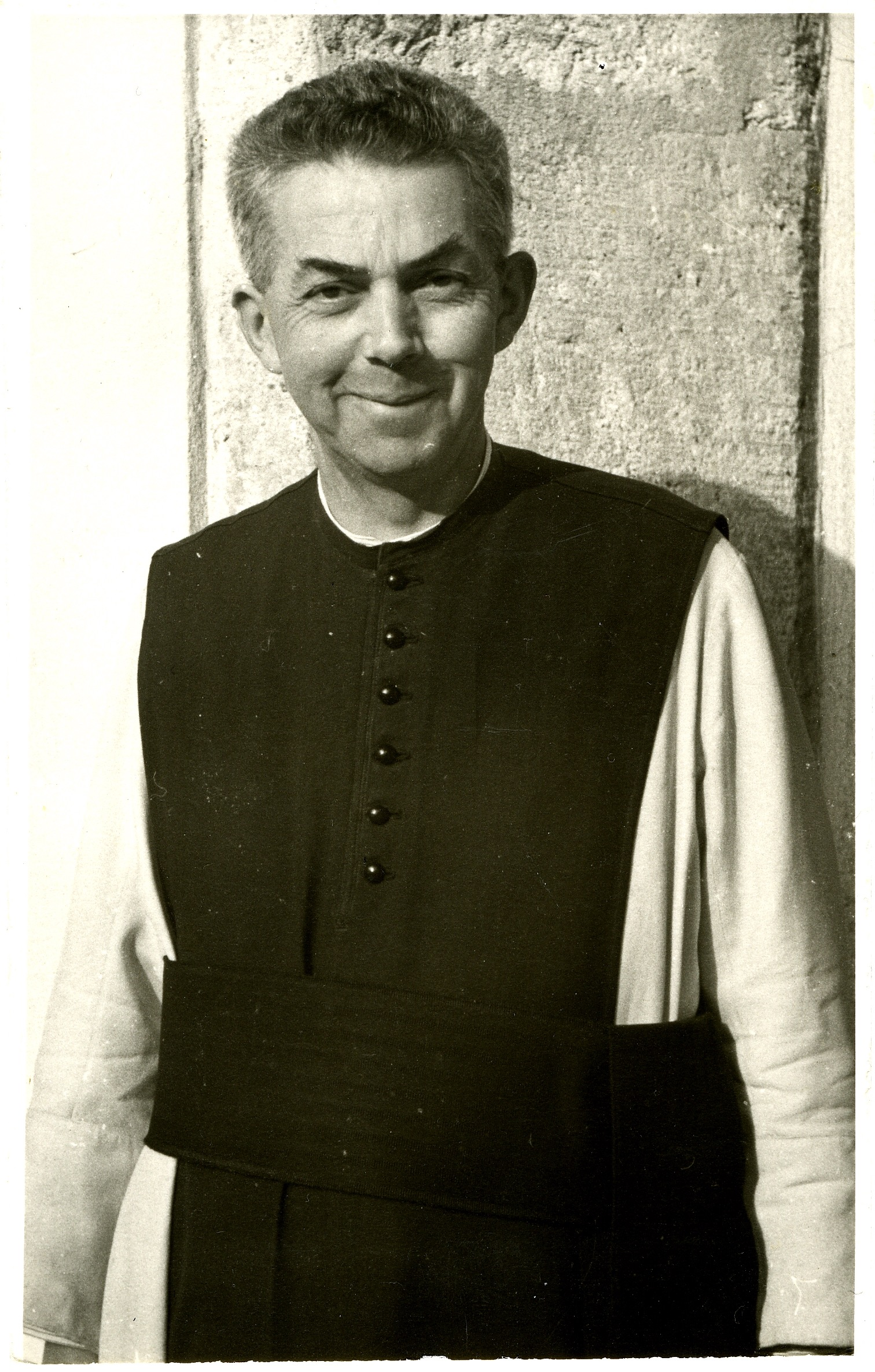
Pater Hermann Watzl

Hermann Norbert Watzl OCist (* 10. März 1902 in Aigen im Mühlkreis; † 13. November 1986 in Heiligenkreuz) war ein österreichischer römisch-katholischer Theologe, Stiftsarchivar des Stiftes Heiligenkreuz und Kirchengeschichtler.

## Leben und Werk
Hermann Norbert Watzl trat am 26. August 1921 in das Noviziat des Stiftes Heiligenkreuz ein (zwei Verwandte Watzls aus Oberösterreich waren bereits in das Wienerwaldkloster eingetreten) und legte am 30. August 1925 seine Feierliche Ordensprofess ab. Am 18. Juli 1926 empfing er die Priesterweihe und feierte seine Primiz in Aigen drei Tage danach.
Vom 2. September 1926 bis zum 31. August 1927 war Watzl als Kooperator in St. Valentin eingesetzt, kehrte aber anschließend aus gesundheitlichen Gründen ins Stift Heiligenkreuz zurück. Vom 15. August 1928 bis zum 12. August 1930 war er als Kooperator in Alland tätig und diente der Gemeinde nach dem Tod von P. Walther Watzl als Provisor vom 21. März bis zum 12. August 1930. Im Anschluss war Watzl vom 9. September 1930 bis zum 12. Juli 1931 als Kooperator in Neukloster tätig. Vom 15. September 1932 bis zum 15. September 1934 war er Katechet in Siegenfeld und ab dem 18. September 1934 in Grub. Im Jahr 1939 wurde er für die Betreuung und Übersicht der Konversbrüder verantwortlich gemacht. Zu dieser Zeit war er auch Sängerknabepräfekt und wirkte als Kooperator in Heiligenkreuz und den Filialkirchen Siegenfeld und Grub.
Am 18. Juni 1942 wurde er zum Archivar des Stiftes ernannt und verrichtete diese Arbeit bis zu seinem Tod. In Dutzenden von Publikationen erarbeitete er die mittelalterliche Bau-, Besitz- und Verwaltungsgeschichte des Stiftes, dessen weitläufige Grundherrschaft sich über die heutigen Bundesländer Niederösterreich und Burgenland erstreckte. Eine 1987 erschienene Festschrift dokumentiert Watzls wichtigsten Aufsätze und Editionen. Seine Forschung war überwiegend auf das Mittelalter bezogen, reichte aber auch in die Barockzeit, etwa mit der wertvollen Edition vom Tagebuch des Heiligenkreuzer Sängerknabenpräfekten Balthasar Kleinschroth aus dem Türkenjahr 1683: Flucht und Zuflucht gilt als Klassiker der österreichischen Quellenkunde der Neuzeit. Die von Watzl bevorzugten Themen waren klösterliche Grundherrschaft, zisterziensische Observanz, Siedlungsgeschichte und Studien über Personen mit Heiligenkreuz-Bezug.
Am 12. April 1977 erhielt er das Ehrenzeichen für Verdienste um das Bundesland Niederösterreich in Gold, nachdem ihm zuvor die Ehrung des Burgenlandes zuteilgeworden war; 1982 wurde er zum Ehrenmitglied des Vereines für Landeskunde von Niederösterreich und Wien ernannt. Vom 10. September 1978 bis zum 13. November 1986 war er Konventsenior. Auch den Berufstitel Professor erhielt er vom Bundespräsidenten verliehen.

## Werke
- Flucht und Zuflucht. Das Tagebuch des Priesters Balthasar Kleinschroth aus dem Türkenjahr 1683, in: Nachforschungen zur Landeskunde von Niederösterreich 8, Hermann Böhlaus Nachfolger, Graz 1956.
- 750 Jahre Mönchhof 1217-1967. V. Horvath, Neusiedl am See 1967.
- Winden am See im Urbar des Stiftes Heiligenkreuz von 1388. Ein Baustein zur Geschichte des Ortes. in: Burgenland in seiner pannonischen Umwelt, Burgenländische Forschungen, Sb. 8, Eisenstadt 1984.
- … in loco, qui nunc ad sanctam crucem vocatur …: Quellen und Abhandlungen zur Geschichte des Stiftes Heiligenkreuz. Heiligenkreuzer Verlag, Heiligenkreuz 1987.